# Enosburgh
Enosburgh es un pueblo ubicado en el condado de Franklin en el estado estadounidense de Vermont. En el año 2010 tenía una población de 2.781 habitantes y una densidad poblacional de 22,04 personas por km².

## Geografía
Enosburgh se encuentra ubicado en las coordenadas 44°53′2″N 72°46′16″O / 44.88389, -72.77111.

## Demografía
Según la Oficina del Censo en 2000 los ingresos medios por hogar en la localidad eran de $33,683 y los ingresos medios por familia eran $38,958. Los hombres tenían unos ingresos medios de $29,625 frente a los $22,125 para las mujeres. La renta per cápita para la localidad era de $16,281. Alrededor del 11.4% de la población estaba por debajo del umbral de pobreza.